# تان كيكسيانج
تان كيكسيانج (بالصينية: 谭其骧)؛ (25 فبراير 1911 − 28 أغسطس 1992)، الاسم التقليدي جيلونغ (بالصينية: 季龙)، كان مؤرخًا يعتبر هو مؤسس مجال الجغرافيا التاريخية في الصين الحديثة. وقد تم نشر رائعته، الأطلس التاريخي للصين (بالإنجليزية: the eight-volume)‏، المكون من ثمانية مجلدات بين عامي (1982 − 1988).

## السيرة الذاتية
ولد تان كيكسيانج في 25 فبراير 1911 في محطة قطار في شنيانغ بمقاطعة لياونينغ. وبعد ولادته بوقت قصير عاد مرة أخرى إلى بلدته جياشينغ بمقاطعة جيجيانغ. وبعد ذهابه إلى مدرسة زايوزو الثانوية في جياشينغ، درس لفترة قصيرة علم الاجتماع في جامعة شنغهاي عام 1926 قبل أن ينتقل إلى جامعة الجنان (ثم عاد إلى شنغهاي)، حيث تخرج من قسم التاريخ عام 1930. وفي عام 1930 دخل كلية الدراسات العليا بـجامعة ينشنغ في Peiping (وهي بكين الآن), حيث درس مع المؤرخ الشهير جو جيجانج وتخرج في عام 1932. ومن عام 1932 إلى 1936، عمل كمحاضر للجغرافيا التاريخية والتاريخ في عدة جامعات في بكين، منها ينشنغ وجامعة فو جين الكاثوليكية وجامعة بكين وجامعة تسينج - هوا. وفي الثلاثينيات أسس جو جيجانج وتان كيكسيانج جمعية يوجونج (Yugong) (禹贡学会) ومجلة الجغرافيا التاريخية الصينية  (الاسم الصيني 
وفي عام 1940 انضم تان كيكسيانج إلى جامعة تشجيانغ، ثم انتقل من جديد إلى مقاطعة قويتشو بسبب الحرب اليابانية الصينية الثانية، كأستاذ مشارك. وفي عام 1946، بعد استسلام اليابان، انتقل تان إلى هانجتشو بجامعة تشجيانغ، التي تم نقلها إلى الحرم الجامعي الأصلي. ومن عام 1947 إلى 1949، درس في كل من جامعة تشجيانغ ومدرسته الأم جامعة الجنان في شنغهاي. وبعد تأسيس جمهورية الصين الشعبية عام 1949، كانت جامعة الجنان مغلقة وتم دمج معظم أقسامها في جامعة فودان، وأصبح تان أستاذًا في التاريخ في فودان، حيث مكث لبقية حياته المهنية. وكان رئيس قسم التاريخ بجامعة فودان ابتداءً من عام 1957، وأصبح أكاديميًا في الأكاديمية الصينية للعلوم عام 1981. ومن عام 1982 إلى 1986 عمل كمدير بمعهد الجغرافيا التاريخية في الصين في جامعة فودان.

## الأطلس التاريخي للصين
يعد عمل تان كيكسيانج الأكثر أهمية هو الأطلس التاريخي للصين، الذي يعد أيضًا أهم عمل في مجال الجغرافيا التاريخية في الصين. وقد بدأ العمل على هذا الأطلس عام 1955، معتمدًا بشكل جزئي على عمل الباحث في مملكة تشينغ يانغ شوجين (楊守敬). وقد استغرق منه الأمر أكثر من 30 عامًا لإتمام العمل، وتم نشر الأطلس المكون من ثمانية مجلدات منذ عام 1982 إلى 1988. ويتكون الأطلس من 304 خرائط تغطي آلاف السنين من التاريخ الصيني حتى مملكة تشينغ، ويضم أكثر من 70000 اسم للأماكن. كما يحتوي الأطلس على خرائط تعتبر حساسة سياسيًا، خاصة عندما تحتوي على اسم التبت وشينجيانغ. ووفقًا للمؤرخ جي جيان شيونغ، طالب تان السابق، كان تان موضوعًا تحت ضغط سياسي لجعل التبت التاريخية تبدو أصغر، ولكنه أصر على أن يكون وفيًا لتاريخها، وتمت الموافقة على روايته في النهاية من قبل الزعيم الإصلاحي الصيني في ذلك الوقت هو ياو بانغ.

## الطلاب
كان من ضمن طلاب تان وانغ تشونغ شو، الذي درس التاريخ معه في جامعة تشجيانغ، أصبح في وقت لاحق واحدًا من أبرز علماء الآثار في آسيا. وفي جامعة فودان، أصبح طالباه تشو تشنغ (周振鹤) وجي جيان شيونغ (葛剑雄)، مؤرخان مشهوران، وكانوا أول اثنين يحصلان على درجة الدكتوراه في مجال العلوم الإنسانية أو العلوم الاجتماعية في جمهورية الصين الشعبية.